# Paspalum
Paspalum (vernacular, páspalo) é um género botânico pertencente à família Poaceae.
Na classificação taxonômica de Jussieu (1789), Paspalum é o nome de um gênero botânico,  ordem  Gramineae,  classe Monocotyledones com estames hipogínicos.

## Principais espécies
| - Paspalum azuayense - Paspalum arundinaceum - Paspalum bakeri - Paspalum batianoffii - Paspalum blodgettii - Paspalum boscianum - Paspalum caespitosum - Paspalum clavuliferum - Paspalum conjugatum - Paspalum convexum - Paspalum decumbens - Paspalum densum - Paspalum dilatatum - Paspalum dispar - Paspalum distichum | - Paspalum fasciculatum - Paspalum fimbriatum - Paspalum longifolium - Paspalum laeve - Paspalum laxum - Paspalum longum - Paspalum macrophyllum - Paspalum maritimum - Paspalum millegrana - Paspalum minus - Paspalum molle - Paspalum nicorae - Paspalum notatum - Paspalum orbiculare - Paspalum orbiculatum | - Paspalum paniculatum - Paspalum parviflorum - Paspalum paucispicatum - Paspalum pleostachyum - Paspalum plicatulum - Paspalum pulchellum - Paspalum rugulosum - Paspalum rupestre - Paspalum scrobiculatum - Paspalum secans - Paspalum setaceum - Paspalum soboliferum - Paspalum urvillei - Paspalum vaginatum - Paspalum virgatum |